# ابواسحاق زجاج
ابواسحاق زَجّاج (۸۵۷- ۹۲۳) (ابواسحاق ابراهیم بن سری بن سهل) نحوی و شاعر عربی بود.